# Новоивановский (Орловская область)
Новоива́новский — упразднённый посёлок, существовавший на территории Дмитровского района Орловской области до 2004 года. Входил в состав Горбуновского сельсовета.

## География
Располагался в 4,7 км к юго-востоку от Дмитровска у истока ручья — левого притока реки Мошка. Позже на этом ручье, к северу от посёлка, был создан пруд — так называемый «коряжник» у автодороги «Железногорск — Дмитровск». Новоивановский состоял из одной улицы, протянувшейся с севера на юг. Высота над уровнем моря — 225 м. Ближайший населённый пункт — деревня Мошки.

## История
Основан в начале XX века переселенцами из деревни Горбуновки. Среди местных жителей бытовало второе название посёлка — Горбуновский. В 1926 году в посёлке было 10 дворов, проживало 68 человек (31 мужского пола и 37 женского). В то время Новоивановский входил в состав Горбуновского сельсовета Лубянской волости Дмитровского уезда Орловской губернии. С 1928 года в составе Дмитровского района. В 1937 году в посёлке было 14 дворов. 
Во время Великой Отечественной войны, с октября 1941 года, находился в зоне немецко-фашистской оккупации. Освобождён 10 августа 1943 года бойцами 37-й гвардейской стрелковой дивизии. Советские воины, павшие в бою за посёлок, после войны были перезахоронены в братской могиле в деревне Горбуновке. В войне участвовали жители посёлка: Глазков Василий Григорьевич (1927), Глазков Павел Григорьевич (1911), Шведов Алексей Григорьевич (1897), Шведов Василий Иванович (1922), Шведов Пётр Иванович (1926).
В 1980-е годы Новоивановский ещё обозначался на картах, но постоянного населения здесь уже не было. К концу 1990-х годов представлял собой нежилое урочище без сохранившихся строений. Упразднён 15 октября 2004 года.

## Население
| 68 | 0 | 0 |